# Kèmon
Kèmon è un arrondissement del Benin situato nella città di Ouèssè (dipartimento delle Colline) con 8.651 abitanti (dato 2006).